# Suzanne de Rome
Pour les articles homonymes, voir Sainte Suzanne.
Suzanne de Rome est une noble vierge romaine martyrisée au IIIe siècle. Elle est fêtée le 11 août, jour présumé de son exécution en 295.

## Éléments hagiographiques
D'après sa Passio écrite au VIe siècle, Suzanne (nom issu de l’hébreu shuwshan, fleur de lys, ou apparentée) est la nièce du pape Caïus et la fille de Gabin qui est sans doute un prêtre romain (en latin : sacerdos) converti en presbytre chrétien (du grec ancien : presbuteros, presbyter en latin). De famille originaire de Dalmatie, il devient veuf à son arrivée à Rome. 
Suzanne se montre une enfant studieuse et intelligente, et à l'âge de douze ans elle développe un vif intérêt pour les Saintes Écritures qu'elle commente régulièrement avec son père et même parfois avec son oncle. Comme à quinze ans, elle décide de faire vœu de virginité perpétuelle, elle refuse d'épouser le fils adoptif de l'empereur Dioclétien, Maximien. Les courtisans impériaux envoyés auprès d'elle chez son père afin de la convaincre et préparer le mariage - d'abord son cousin Claudius, puis son frère Maximus - touchés par Suzanne et la présentation du salut par Gabin, se convertissent, l'un après l'autre, au christianisme.   

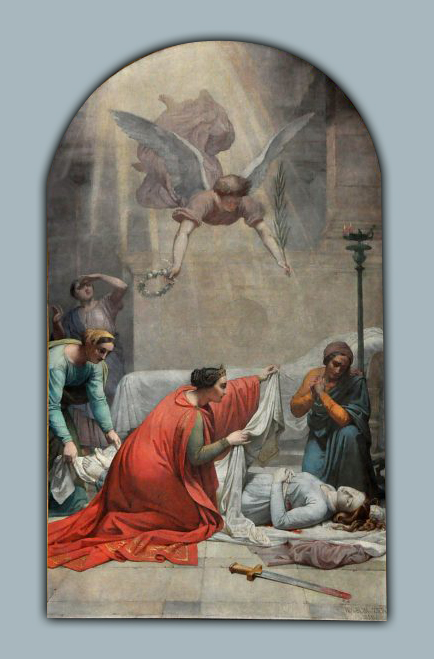
La Mort de sainte Suzanne de Sébastien Norblin (1858), église Saint-Roch de Paris.

Alors Dioclétien envoie son émissaire Macedonius pour s'informer et tenter de la convaincre. Lorsqu'il lui soumet de se prosterner devant une statuette dorée de Jupiter, elle souffle dessus, incline la tête et l'image disparaît. L'émissaire pense qu'elle l'a dérobé et prend cela pour un témoignage de sa foi aux dieux païens. Mais lorsqu'un messager vient rapporter que la statuette est retrouvée par terre dans la cour du palais, Dioclétien fait mettre en prison Gabin et sa fille, avant de la relâcher elle toute seule.   
Un peu plus tard, il renvoie Macedonius auprès d'elle. Face à lui, Suzanne s'obstine et avoue qu'elle est chrétienne et qu'elle se réserve à l'Église du Christ. Une fois la scène rapportée à l'empereur, celui-ci la condamne à mort par l'épée. La sentence est exécutée dans la propre maison de son père. L'impératrice Prisca, l'épouse de Dioclétien, appelée Serena dans la Passio, elle-même chrétienne en secret, aurait recueilli le sang de Suzanne dans un récipient et enterré la défunte dans un cercueil d'argent dans le coemeterium Alexandri - soit l'un des cimetières de la via Nomentana - ou le coemeterium Iordanorum de la via Salaria. Puis elle incite d'autres chrétiens à porter une dévotion à la sainte martyre. De son côté, son oncle Caïus, après avoir célébré une messe, décide d'une station (statio) en mémoire de Suzanne dans la maison (domus ecclesiae) de Gabin son père, qui était voisine de la sienne. Ainsi, elle était située ad duas domos, aux deux maisons. 
Après avoir appris que sa fille est morte, son père Gabin succombe en prison en arrêtant volontairement de s'alimenter. Quant aux cousins Claudius et Maximus, ils sont décapités par l'épée, comme Suzanne.

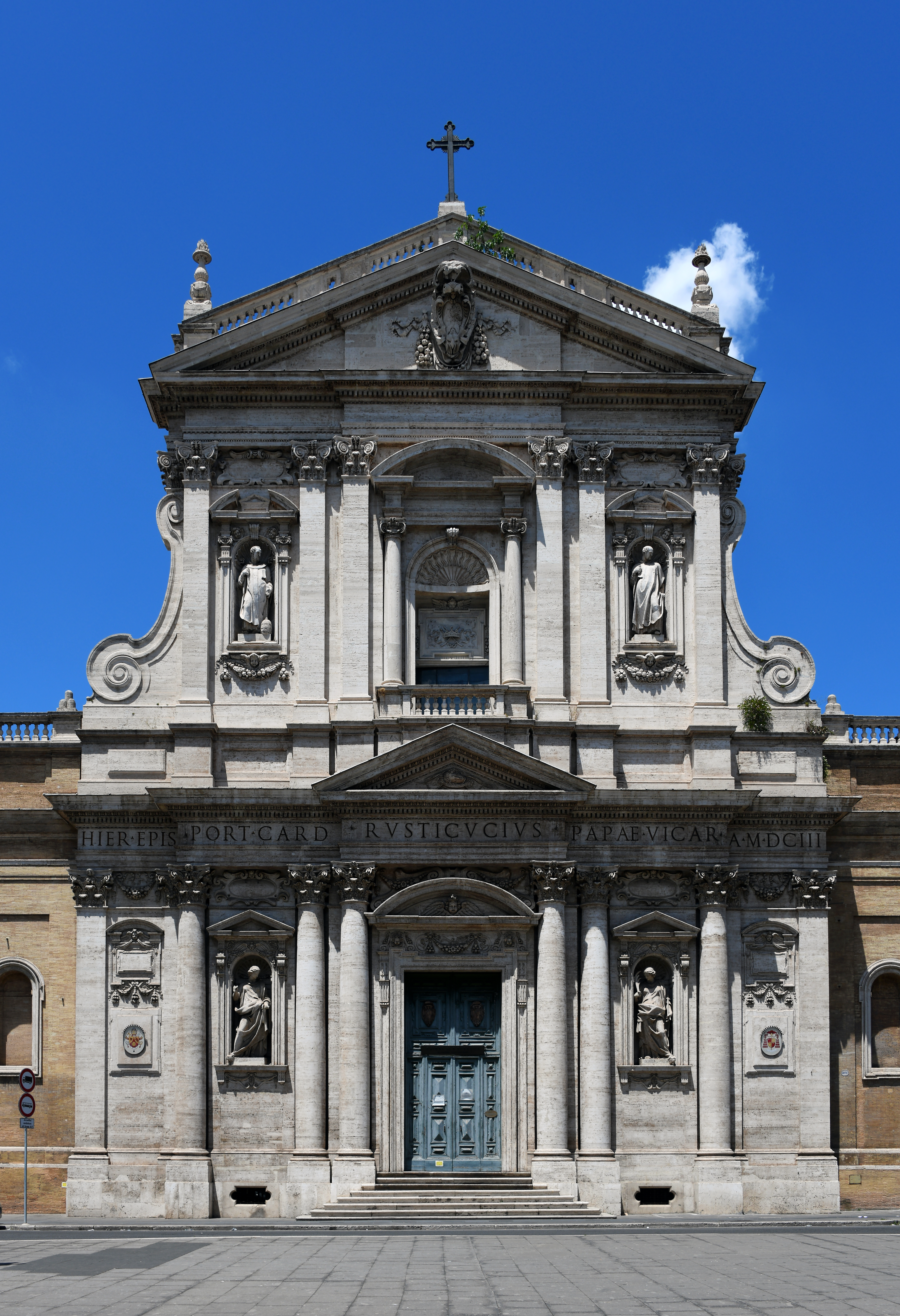
Façade de l'église Sainte-Suzanne-aux-Thermes-de-Dioclétien à Rome.

## Culte et vénération
L'évêque de Rome Caïus dédia donc à Suzanne un sanctuaire/oratoire chrétien le 11 août 295 près des thermes de Dioclétien qui deviendra l'emplacement de l'église Sainte-Suzanne aux bains de Dioclétien (Santa Susanna alle Terme di Diocleziano). Le Martyrologe hiéronymien du IVe siècle confirme sa fête le 11 août, et l'habitude fut prise de célébrer la station le samedi de la 3e semaine de Carême. Quant à son corps, il aurait été enseveli à Coazzo près de Rome où un établissement monastique fut construit au XIIIe siècle non loin de la via Nomentana. Une église fut dédiée à Rome à son père Gabin qui était souvent associé à son frère le pape Caïus dans le culte de la sainte, puis son corps fut déposé à l’église Sainte-Suzanne.  
D’abord appelée ad duas domos (c'est-à-dire aux maisons de Gabinus et Caïus) ou titulus Caïi, l’église consacrée à sainte Suzanne fut dédicacée en 595 sous forme basilicale, puis reconstruite une première fois par le pape Léon III dans les années 800 et entièrement remaniée par le pape Sixte IV en 1475. À partir de 1587, Sixte V en fit le siège de la communauté monastique cistercienne de saint Bernard toujours présente. 
En dehors de Rome, son culte est toujours actuel à Torre Santa Susanna. La légende raconte qu'un soldat romain fidèle à l'empereur et devenu chrétien aurait peint l'effigie de sainte Suzanne sur le mur d'une tour du château qu'il gardait, ce qui donna son nom à la ville. Aujourd’hui subsistent une ancienne statue en bois, quelques reliques et un obélisque situé au centre du village. D'environ douze mètres de haut, il est surmonté d’une statue de la sainte en pierre de Lecce. L'obélisque a été érigé en 1837 à la demande des citoyens après avoir échappé à une épidémie de choléra qui avait décimé les populations alentour. 
En France, elle est la patronne de six communes. Elle est représentée en l’église Notre-Dame de Verneuil-sur-Avre, à l'église abbatiale de la Sainte-Trinité de Fécamp, et par une statue de Jean de Chartres au musée du Louvre. À l’église de Sainte-Suzanne-sur-Vire dans le département de la Manche, un vitrail la montre avec la tête à ses pieds où le bourreau semble diriger son sabre vers sa servante. On peut voir également une statue à l'église de Sainte-Suzanne (Mayenne).  
Plusieurs lieux de culte de par le monde portent son nom, et elle est vénérée comme étant la sainte patronne des fiancé(e)s.